# International Champions Cup 2017
International Champions Cup 2017 (hay ICC) là một chuỗi các trận đấu bóng đá giao hữu diễn ra vào nửa cuối tháng 7 năm 2017. Đây là mùa giải thứ năm nằm trong chuỗi trận giao hữu bóng đá quốc tế tổ chức vào mùa hè hàng năm. Giải đấu khởi tranh vào ngày 18 tháng 7 và kết thúc vào ngày 30 tháng 7 năm 2017. Singapore lần đầu tiên thay thế Úc trở thành một trong ba địa điểm tổ chức các trận đấu, cùng với Hoa Kỳ và Trung Quốc.

## Các đội bóng
Real Madrid và Barcelona là hai đội đầu tiên được công bố cho giải đấu ở Hoa Kỳ. Manchester United cũng sẽ thi đấu ở Mỹ cùng với Manchester City.
| Quốc gia    | Câu lạc bộ          | Vị trí     | Giải đấu       |
| ----------- | ------------------- | ---------- | -------------- |
| Pháp        | Paris Saint-Germain | Paris      | Ligue 1        |
| Ý           | Juventus            | Turin      | Serie A        |
| Ý           | Roma                | Rome       | Serie A        |
| Tây Ban Nha | Barcelona           | Barcelona  | La Liga        |
| Tây Ban Nha | Real Madrid         | Madrid     | La Liga        |
| Anh         | Manchester City     | Manchester | Premier League |
| Anh         | Manchester United   | Manchester | Premier League |
| Anh         | Tottenham Hotspur   | Luân Đôn   | Premier League |

| Quốc gia | Câu lạc bộ        | Vị trí   | Giải đấu       |
| -------- | ----------------- | -------- | -------------- |
| Đức      | Bayern Munich     | Munich   | Bundesliga     |
| Đức      | Borussia Dortmund | Dortmund | Bundesliga     |
| Ý        | Internazionale    | Milan    | Serie A        |
| Ý        | Milan             | Milan    | Serie A        |
| Pháp     | Lyon              | Lyon     | Ligue 1        |
| Anh      | Arsenal           | Luân Đôn | Premier League |

| Quốc gia | Câu lạc bộ     | Vị trí   | Giải đấu       |
| -------- | -------------- | -------- | -------------- |
| Đức      | Bayern Munich  | Munich   | Bundesliga     |
| Ý        | Internazionale | Milan    | Serie A        |
| Anh      | Chelsea        | Luân Đôn | Premier League |

## Địa điểm
| Quảng Châu                               | Nam Kinh                   | Quảng ChâuNam KinhThượng HảiThâm Quyến | Thâm Quyến              | Thượng Hải              |
| ---------------------------------------- | -------------------------- | -------------------------------------- | ----------------------- | ----------------------- |
| Sân vận động Giáo dục bậc cao Quảng Châu | Trung tâm Thể thao Olympic | Quảng ChâuNam KinhThượng HảiThâm Quyến | Sân vận động Long Cương | Sân vận động Thượng Hải |
| Sức chứa: 39.346                         | Sức chứa: 61.443           | Quảng ChâuNam KinhThượng HảiThâm Quyến | Sức chứa: 60.334        | Sức chứa: 56.842        |
|                                          |                            | Quảng ChâuNam KinhThượng HảiThâm Quyến |                         |                         |

| Kallang               | Kallang |
| --------------------- | ------- |
| Sân vận động Quốc gia | Kallang |
| Sức chứa: 55.000      | Kallang |
|                       | Kallang |

| Detroit                           | East Rutherford                                                                                            | Foxborough                                                                                                 | Harrison               |
| --------------------------------- | --- | --- | ---------------------- |
| Comerica Park                     | Sân vận động MetLife                                                                                       | Sân vận động Gillette                                                                                      | Red Bull Arena         |
| Sức chứa: 41.299                  | Sức chứa: 82.500                                                                                           | Sức chứa: 68.756                                                                                           | Sức chứa: 25.000       |
|                                   | | |                        |
| Houston                           | Santa ClaraEast RutherfordFoxboroughLandoverHoustonLos AngelesMiami GardensHarrisonOrlandoNashvilleDetroit | Santa ClaraEast RutherfordFoxboroughLandoverHoustonLos AngelesMiami GardensHarrisonOrlandoNashvilleDetroit | Landover               |
| Sân vận động NRG                  | Santa ClaraEast RutherfordFoxboroughLandoverHoustonLos AngelesMiami GardensHarrisonOrlandoNashvilleDetroit | Santa ClaraEast RutherfordFoxboroughLandoverHoustonLos AngelesMiami GardensHarrisonOrlandoNashvilleDetroit | FedExField             |
| Sức chứa: 71.795                  | Santa ClaraEast RutherfordFoxboroughLandoverHoustonLos AngelesMiami GardensHarrisonOrlandoNashvilleDetroit | Santa ClaraEast RutherfordFoxboroughLandoverHoustonLos AngelesMiami GardensHarrisonOrlandoNashvilleDetroit | Sức chứa: 82.000       |
|                                   | Santa ClaraEast RutherfordFoxboroughLandoverHoustonLos AngelesMiami GardensHarrisonOrlandoNashvilleDetroit | Santa ClaraEast RutherfordFoxboroughLandoverHoustonLos AngelesMiami GardensHarrisonOrlandoNashvilleDetroit |                        |
| Los Angeles                       | Santa ClaraEast RutherfordFoxboroughLandoverHoustonLos AngelesMiami GardensHarrisonOrlandoNashvilleDetroit | Santa ClaraEast RutherfordFoxboroughLandoverHoustonLos AngelesMiami GardensHarrisonOrlandoNashvilleDetroit | Miami Gardens          |
| Đấu trường Tưởng niệm Los Angeles | Santa ClaraEast RutherfordFoxboroughLandoverHoustonLos AngelesMiami GardensHarrisonOrlandoNashvilleDetroit | Santa ClaraEast RutherfordFoxboroughLandoverHoustonLos AngelesMiami GardensHarrisonOrlandoNashvilleDetroit | Sân vận động Hard Rock |
| Sức chứa: 93.607                  | Santa ClaraEast RutherfordFoxboroughLandoverHoustonLos AngelesMiami GardensHarrisonOrlandoNashvilleDetroit | Santa ClaraEast RutherfordFoxboroughLandoverHoustonLos AngelesMiami GardensHarrisonOrlandoNashvilleDetroit | Sức chứa: 74.918       |
|                                   | Santa ClaraEast RutherfordFoxboroughLandoverHoustonLos AngelesMiami GardensHarrisonOrlandoNashvilleDetroit | Santa ClaraEast RutherfordFoxboroughLandoverHoustonLos AngelesMiami GardensHarrisonOrlandoNashvilleDetroit |                        |
| Nashville                         | Orlando | Orlando | Santa Clara            |
| Sân vận động Nissan               | Sân vận động Camping World                                                                                 | Sân vận động Camping World                                                                                 | Sân vận động Levi's    |
| Sức chứa: 69.143                  | Sức chứa: 60.219                                                                                           | Sức chứa: 60.219                                                                                           | Sức chứa: 68.500       |
|                                   | | |                        |

## Các trận đấu

### Hoa Kỳ
| VT | Đội                 | Tr | T | HT | HB | B | BT | BB | BHS | Đ |
| -- | ------------------- | -- | - | -- | -- | - | -- | -- | --- | - |
| 1  | Barcelona           | 3  | 3 | 0  | 0  | 0 | 6  | 3  | +3  | 9 |
| 2  | Manchester City     | 3  | 2 | 0  | 0  | 1 | 7  | 3  | +4  | 6 |
| 3  | Manchester United   | 3  | 1 | 1  | 0  | 1 | 3  | 2  | +1  | 5 |
| 4  | Roma                | 2  | 1 | 0  | 1  | 0 | 4  | 3  | +1  | 4 |
| 5  | Juventus            | 2  | 1 | 0  | 0  | 1 | 4  | 4  | 0   | 3 |
| 6  | Tottenham Hotspur   | 3  | 1 | 0  | 0  | 2 | 6  | 8  | −2  | 3 |
| 7  | Paris Saint-Germain | 3  | 0 | 1  | 0  | 2 | 5  | 8  | −3  | 2 |
| 8  | Real Madrid         | 3  | 0 | 0  | 1  | 2 | 4  | 8  | −4  | 1 |

| Roma                                     | 1–1      | Paris Saint-Germain                                 |
| ---------------------------------------- | -------- | --------------------------------------------------- |
| Sadiq 60'                                | Chi tiết | Marquinhos 36'                                      |
| Loạt sút luân lưu                        |          |                                                     |
| - Peres - Nainggolan - Gerson - De Rossi | 3–5      | - Moura - Nkunku - Callegari - Édouard - Marquinhos |

| Manchester United           | 2–0      | Manchester City |
| --------------------------- | -------- | --------------- |
| - Lukaku 37' - Rashford 39' | Chi tiết |                 |

| Juventus        | 1-2      | Barcelona         |
| --------------- | -------- | ----------------- |
| - Chiellini 63' | Chi tiết | - Neymar 15', 26' |

| Paris Saint-Germain                  | 2-4      | Tottenham Hotspur                                                              |
| ------------------------------------ | -------- | ------------------------------------------------------------------------------ |
| Edinson Cavani 6' Javier Pastore 36' | Chi tiết | Christian Eriksen 11' Eric Dier 18' Toby Alderweireld 82' Harry Kane (pen) 88' |

| Real Madrid       | 1-1 | Manchester United |
| ----------------- | --- | ----------------- |
|                   |     |                   |
| Loạt sút luân lưu |     |                   |
|                   | 1-2 |                   |

| Tottenham Hotspur | 2-3 | Roma |
| ----------------- | --- | ---- |
|                   |     |      |

| Barcelona | 1-0 | Manchester United |
| --------- | --- | ----------------- |
|           |     |                   |

| Paris Saint-Germain | 2-3 | Juventus |
| ------------------- | --- | -------- |
|                     |     |          |

| Manchester City | 4-1 | Real Madrid |
| --------------- | --- | ----------- |
|                 |     |             |

| Manchester City | 3-0 | Tottenham Hotspur |
| --------------- | --- | ----------------- |
|                 |     |                   |

| Real Madrid | 2-3 | Barcelona |
| ----------- | --- | --------- |
|             |     |           |

| Roma | v | Juventus |
| ---- | - | -------- |
|      |   |          |

### Trung Quốc
Do số trận thi đấu giữa các đội không giống nhau, danh hiệu vô địch của giải đấu tại Trung Quốc đã không được trao.
| VT | Đội               | Tr | T | HT | HB | B | BT | BB | BHS | Đ |
| -- | ----------------- | -- | - | -- | -- | - | -- | -- | --- | - |
| 1  | Internazionale    | 2  | 2 | 0  | 0  | 0 | 3  | 0  | +3  | 6 |
| 2  | Milan             | 2  | 1 | 0  | 0  | 1 | 5  | 3  | +2  | 3 |
| 3  | Borussia Dortmund | 1  | 1 | 0  | 0  | 0 | 3  | 1  | +2  | 3 |
| 4  | Arsenal           | 1  | 0 | 1  | 0  | 0 | 1  | 1  | 0   | 2 |
| 5  | Bayern Munich     | 3  | 0 | 0  | 1  | 2 | 1  | 7  | −6  | 1 |
| 6  | Lyon              | 1  | 0 | 0  | 0  | 1 | 0  | 1  | −1  | 0 |

| Milan     | 1–3      | Borussia Dortmund                         |
| --------- | -------- | ----------------------------------------- |
| Bacca 24' | Chi tiết | - Şahin 16' - Aubameyang 20' (ph.đ.), 62' |

| Bayern Munich                                | 1–1      | Arsenal                             |
| -------------------------------------------- | -------- | ----------------------------------- |
| Lewandowski 8' (ph.đ.)                       | Chi tiết | Iwobi 90+3'                         |
| Loạt sút luân lưu                            |          |                                     |
| - Alaba - Hummels - Coman - Sanches - Bernat | 2–3      | - Ramsey - Elneny - Monreal - Iwobi |

| Bayern Munich | 0–4 | Milan                                            |
| ------------- | --- | ------------------------------------------------ |
|               |     | - Kessié 14' - Cutrone 25', 43' - Çalhanoğlu 85' |

| Internazionale | 1-0 | Lyon |
| -------------- | --- | ---- |
|                |     |      |

### Singapore
| VT | Đội            | Tr | T | HT | HB | B | BT | BB | BHS | Đ |
| -- | -------------- | -- | - | -- | -- | - | -- | -- | --- | - |
| 1  | Internazionale | 2  | 1 | 1  | 0  | 0 | 4  | 1  | +3  | 5 |
| 2  | Bayern Munich  | 2  | 1 | 0  | 0  | 1 | 3  | 4  | −1  | 3 |
| 3  | Chelsea        | 2  | 0 | 0  | 0  | 2 | 3  | 4  | −1  | 0 |

| Chelsea | 2-3 | Bayern Munich |
| ------- | --- | ------------- |
|         |     |               |

| Bayern Munich | 0-2 | Inter Milan |
| ------------- | --- | ----------- |
|               |     |             |

| Chelsea | 1-2 | Inter Milan |
| ------- | --- | ----------- |
|         |     |             |